# Interportpolice
INTERPORTPOLICE (ook InterPortPolice) is een internationale organisatie van rechtshandhavingsinstanties die is opgericht om ernstige transnationale misdrijven, zoals terrorisme en drugssmokkel an verschillende vervoersknooppunten, zoals zeehavens en luchthavens, te bestrijden en waarbij luchthaven-, zeehaven-, transport- en grenspolitiediensten zijn betrokken.
De organisatie werd opgericht in 1969, aanvankelijk onder de naam International Organization of Port Authority Police. In 1974 werden ook luchthavenautoriteiten in de organisatie opgenomen en werd de naam gewijzigd in International Association of Airport and Seaport Police (IAASP). 
Ondervoorzitter van de organisatie was politieofficier Fred V. Morrone, die omkwam bij de aanslagen op 11 september 2001. Een naar hem genoemde stichting ondersteunt de werking van InterPortPolice.
In 2010 werd het handvest van de organisatie opnieuw uitgebreid, met vervoers- en grensautoriteiten. In plaats van de naam opnieuw uit te breiden, werd deze keer besloten het acroniem INTERPORTPOLICE te gebruiken om de internationale vereniging van rechtshandhaving op het gebied van luchthavens, zeehavens en vervoer aan te duiden.